# Loews Philadelphia Hotel

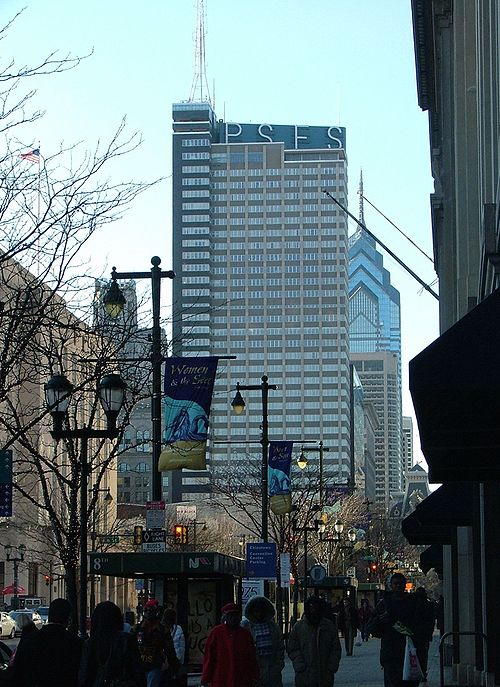
PSFS-Hochhaus

Das PSFS Building (inzwischen offiziell Loews Philadelphia Hotel) ist ein Hochhaus in Philadelphia (USA). Es gilt als der erste in internationalem Stil errichtete Wolkenkratzer der USA.

## Geschichte
Es wurde 1932 von den Schweiz-Amerikanischen Architekten George Howe und William Lescaze konzipiert und fertiggestellt. Das Gebäude besitzt eine Höhe von ca. 150 Metern. Oben auf dem Gebäude ist eine Werbetafel mit Initialen der Bank montiert. Mit 8 Metern hohen, roten Neonbuchstaben leuchtet das PSFS etwa 32 Kilometer weit. Die Architekten selbst machten den Vorschlag, statt des kompletten Namens (Philadelphia Savings Fund Society) nur die Abkürzung PSFS zu verwenden, was 1932 noch nicht sehr verbreitet war. 1976 wurde es als nationale und historische Landmarke betrachtet. 1997 wurde das Haus von der Loews Corporation übernommen, die es im April 2000 als Loews Philadelphia Hotel wiedereröffneten. Das PSFS Zeichen blieb als historisches Architekturmerkmal erhalten.

## Innenausstattung
Die Geschäftsräume der Philadelphia Savings Fund Society wurden im zweiten Stock untergebracht, damit im Erdgeschoss Läden angesiedelt werden konnten, die nicht nur Miete zahlten, sondern auch noch die mittelständischen Sparkonteninhaber anlockten, von denen das Bankgeschäft lebte. Heute (2009) befindet sich darin ein Hotel.